# موتور نرم‌افزاری
در علوم رایانه، یک موتور نرم‌افزاری (به انگلیسی: Software engine) اشاره به هستهٔ یک برنامه رایانه‌ای دارد.
کلمه موتور استعاره‌ای از موتور یک ماشین است. بنابراین یک موتور نرم‌افزار یک زیر سیستم پیچیده است.